# Veresegyház
Veresegyház je mesto na Madžarskem, ki upravno spada v podregijo Veresegyházi Županije Pešta.